# Nalkheda
Nalkheda là một thị xã và là một nagar panchayat của quận Shajapur thuộc bang Madhya Pradesh, Ấn Độ.

## Nhân khẩu
Theo điều tra dân số năm 2001 của Ấn Độ, Nalkheda có dân số 14.201 người. Phái nam chiếm 52% tổng số dân và phái nữ chiếm 48%. Nalkheda có tỷ lệ 59% biết đọc biết viết, thấp hơn tỷ lệ trung bình toàn quốc là 59,5%: tỷ lệ cho phái nam là 68%, và tỷ lệ cho phái nữ là 49%. Tại Nalkheda, 17% dân số nhỏ hơn 6 tuổi.